# Барни и друзья
«Барни и Друзья» (англ. Barney & Friends) — детский телевизионный сериал. Производство PBS, США. Барни — персонаж сериала: это плюшевый тираннозавр, наделенный человеческими качествами, который своими действиями учит детей вести себя в окружающей среде. Автор идеи — Шерил Лич (Sheryl Leach) при участии компании Public Broadcasting Service.
В ноябре 2021 года был анонсирован трёхсерийный документальный фильм Барни, премьера которого состоялась в  2022 году на стриминговом сервисе Peacock (стриминговый сервис).

## О телешоу
Этот телевизионный сериал рассчитан на зрителей до 8 лет. Первый фильм был снят в 1987 году, но телевизионный сериал запустили в 1992 году (пока существует 15 сезонов телепрограммы). Кроме телесериала авторы воплотили еще несколько кино и телепроектов на основе приключений Барни и друзей. Сериал пользовался успехом как коммерческим, так и среди критиков в других странах, в Израиле, Корее и Испании были воплощены дополнительные телепроекты на основе персонажей и идей «Барни и Друзья».
На первых порах (в первых сериях) главным героем был динозаврик-тиранозаврик Барни. Забавный и добродушный герой рассказывал интересные истории и песнями и развлечениями поучал детей, как вести себя в различных бытовых ситуациях. Впоследствии к главному герою было добавлено несколько его помощников, которые тоже были динозавриками: зеленого цвета трехлетний трицератопс Бэйби Боп (Baby Bop), желтого цвета семилетний протоцератопс Би.Джей (BJ) и оранжевый шестилетний гадрозавр Рифф (Riff). В сериале появляются также и другие персонажи, только это уже вполне реальные люди, исполняющие роли наставников, учителей или рассказчиков, а также бывали случаи использования детей-актеров в эпизодах этого телешоу.

## Трансляция вРоссии
«Барни и друзья» выходил на канале JimJam с конца 2000-х, шоу было дублировано на английском и русском языках.